# 칠천량 해전
칠천량 해전(漆川梁海戰) 또는 칠천 해전은 1597년(선조 30년) 8월 27일 칠천도 부근에서 벌어진 해전으로 이 전투에서 삼도수군통제사 원균 등이 도주 중 전사하며. 칠천량 해전의 패배로 조선수군은 대부분 궤멸된다 이 전투는 한국사 5대 패전 (주필산 전투,용인전투,쌍령전투,현리 전투) 중 하나이다.

## 정유재란의 발발
1597년 3월 1일(정유년 음력 1월 14일) 임진왜란을 종결시키기 위한 명나라와 일본 간의 강화교섭이 결렬되자 가토 기요마사가 이끄는 일본군 선봉대가 조선의 부산을 재침하였다. 이것이 바로 정유재란이다. 이어 고니시 유키나가의 제2군이 웅천으로 상륙하여 북진하였다. 같은 해 8월 20일(음력 7월 8일) 일본의 후속부대가 경상도 남해안 지역에 상륙하였다.
재침을 명한 도요토미 히데요시의 명령서에는 적국(전라도)을 비롯한 조선의 하삼도를 점령하라 명령하였다. 그러나 하삼도를 점령하려면 보급이 원활해야 하는데 조선은 의도적으로 도로를 놓지 않아 수송은 전적으로 강과 바다를 이용할 수밖에 없었다. 따라서 도요토미 히데요시의 명령을 이행하려면 이순신의 조선 수군을 무너뜨려야만 가능했는데, 일본군은 뜻하지 않은 곳에서 조선 수군의 핵심인 이순신을 제거하게 되었다.
종교 문제와 일본내의 무단파와 문치파의 대립으로 인해 서로 불화하였던 고니시 유키나가와 가토 기요마사는 임진왜란 당시에도 공을 두고 경쟁할만큼 사이가 좋지 않았다. 그리고 재침이 명령되자 임진년과는 달리 가토 기요마사가 제 1진으로 건너가게 되었고, 그러자 고니시 유키나가는 요시라를 경상우병사 김응서에게 보내어 가토의 도해 정보를 보내주었다. 하지만 조정에서 다시 공격 명령을 내렸을 때는 이미 가토군이 부산에 상륙한 뒤였기에 이순신은 공격 명령을 수행할 수 없었지만 돌연 조정은 꼬투리를 잡아 이순신을 파면하고 대신 원균을 삼도수군통제사의 자리에 앉혔다.
이순신의 후임으로 임명된 원균도 통제사 제직전에 자신의 주장과 달리 사태의 불리함을 깨닫고, 이런저런 핑계를 대며 출전하지 않는다. 특히 육군의 엄호 없이는 출전할 수 없다며 3월 29일 장계를 통해 30만 대군으로 안골포, 가덕도 등지의 적을 몰아내야 한다는 비현실적인 장계를 올린다., 이후에도 적과 싸울 생각없이 소수의 적을 보고도 바로 도주하는 등의 문제를 일으키다 보다 못한 도원수 권율이 원균에게 엄한 곤장을 쳐서 출전시켰다.
(사실 곤장을 친 이유는 원균이 조선조정을 입에 발린 말로 우롱한 것이 괘심하여 친 것이다. 곤장을 명령을 듣지 않아 쳤다는 이유는 와전된 것이다.)

## 칠천량 해전

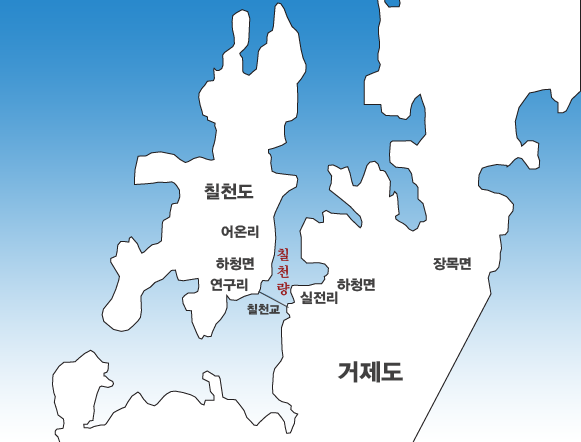
칠천량의 위치

1597년 8월 26일(음력 7월 14일) 100척이 훨씬 넘는 판옥선, 거북선과 1만여명에 달하는 조선수군을 총동원한 원균은 부산포 인근에서 바람과 파도를 고려하지 않고 적을 추격하다가 12척의 판옥선을 표류하게 해 잃어버리고, 9일에는 오히려 적의 반격을 받아 역시 많은 전선을 잃게 된다. 실록에서는 이 때 아군이 활 한 번 제대로 쏘지 못 한 채 패했다고 하면서 아군의 대응을 문제삼았고, 케이넨의 조선일기에는 이 때 반격한 병력이 일본 수군이 아닌 육군 수송함대 병력인 것이 확인된다.
조선 수군은 가덕도에서 물을 확보하기 위해 내리는데 일본의 기습을 받았고, 원균은 400명의 아군을 버리고 도주한다. 1597년 2월 이순신이 부산포로 출동했을 때 가덕도에서 물을 긷던 초동 5명이 왜군에게 끌려가자 가덕왜성을 직접 공격해서 요시라가 직접 와서 포로들을 풀어주며 화친을 구걸했던 것과는 비교된다. 이 과정에서 원균의 동생이자 부장인 원전(元塼)은 형을 대신해 병력을 지휘하여 싸우다 전사했다.
거제도 서쪽의 작은 섬 칠천도 남쪽에 정박했던 조선 수군은 일본 수군에 야습을 당한 이후 제대로 싸워보지도 못하고 계속 퇴각한다. 원균은 제대로 된 지휘를 하지 않은 채 기록에 의하면 선상에서 폭음을 하였다. 견내량 혹은 춘원포에서 삼도수군을 상륙하게 한 뒤 반격하지도 않은 채 도주했다. 포로가 되었던 조방장 김완이 진술한 《해소실기》에는 이 때 아군이 각기 수사를 따라 퇴각했다고 하면서 조선 수군이 기습을 받은 상황에서도 지휘권이 유지되었다는 것이 확인된다. 지휘를 무시한 채 퇴각한 배들은 진해, 한산도 방면으로 향했고, 또한 선전관 김식의 초기 보고에 의해 전사했다고 알려진 수군 장수들 다수가 체찰사 이원익의 조사 결과 살아있음이 확인돼 조정을 혼란에 빠뜨렸다. 이를 통해 춘원포로 퇴각, 상륙한 것은 원균의 명령에 의해 이루어진 것이며, 칠천량 해전에서 판옥선을 잃었다 해서 장수와 수졸들이 전멸한 것이 아님을 확인할 수 있다.
고성 지역 춘원포까지 후퇴하여 통제사 원균과 중군장 순천부사 우치적은 탈출하여 상륙했는데, 경상우수사 배설은 전선 12척을 이끌고 도망을 친다. 원균의 동생 원전은 형의 휘하에서 종사관으로 재직중이었는데 형과는 달리 배 안에서 끝까지 남아서 싸우다가 전사했다. 원균은 도망치다가 소나무 아래에 숨어있던 일본군들의 습격을 받아 전사했다고 한다. 이 김완은 진해에서 일본군의 포로가 되었다.

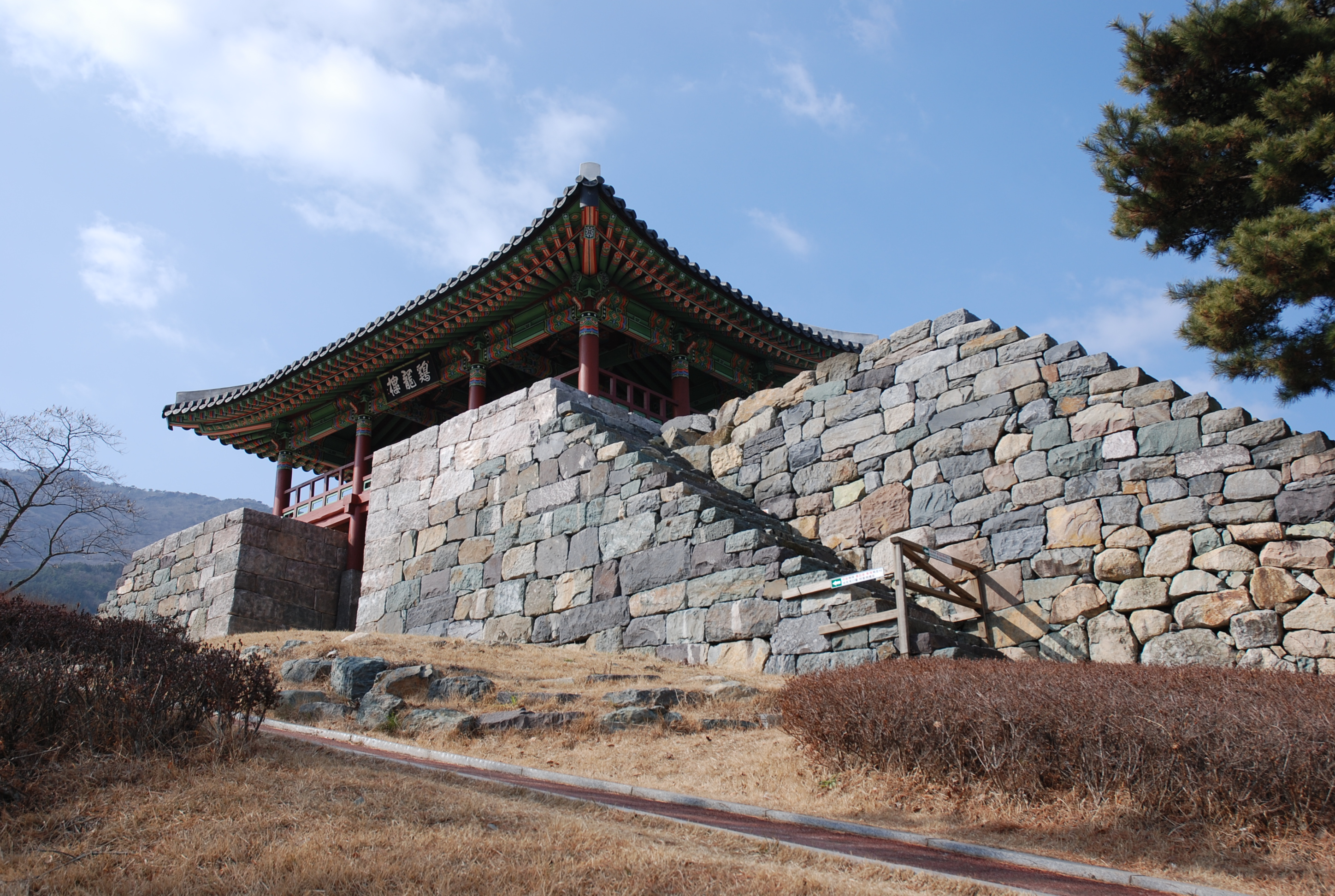
거제 고현성

충청수사 최호와 전라우수사 이억기는 당황하여 도망칠 궁리만 한 원균과 달리 불리한 상황에서도 용감히 싸웠지만 결국 전사하였다. 그러나 가리포첨사 이응표는 주장인 이억기를 구원하지 않은채 도주하고 말았는데 훗날 그에 대한 책임 추궁을 받게 된다. 또한 경상우수사 배설은 휘하의 판옥선을 이끌고 도주해 한산도에 있는 군수물품을 전부 불태우고 도망을 쳤다.
칠천량 해전의 대패로 조선 수군은 거북선(귀선) 3척을 포함하여 배설이 이끌고 도주한 12척의 판옥선을 제외한 판옥선들은 전부 침몰하였다. 이 전투는 임진왜란 중에 벌어진 전투 중에서 가장 중요한 의의를 띠고 있다. 우선 조선 수군이 붕괴됨으로써 남해의 재해권이 넘어가 실질적으로 정유재란이 발발하게 되었다고 볼 수 있다. 정한위략에 적힌 일본군의 전과는 170척 수준으로 판옥선과 기타 선박(협선)을 포함 100여척 이 넘는 조선 수군의 규모를 생각하면 상당히 적은 규모로, 일본은 칠천량 해전의 의미와는 별개로 자신들의 전과를 크게 생각하지 않았다는 것을 알 수 있다.
김완의 《해소실기》에는 초기에 조선 수군을 공격한 일본군 병력이 단 두 척이라고 기록하고 있으며, 포로가 되었던 정기수 역시 소수 병력이 기습했는데 수군이 적이 많은 줄 알고 도주했다고 진술하였다. 포로가 되어 일본에 끌려갔던 강항 역시 왜인들의 말을 빌어 칠천량에 정박한 조선 수군 함대에 왜선 한 척이 접근해 조총 한 발을 쏘자 조선 수군 함대가 놀라 도망치다가 스스로 무너졌다고 기록했다.그 이후 이순신이 통제사로 복귀하다가 명량해전에서 결국 승리하다가, 1598년 12월 16일(음력 11월 19일) 노량 해전에서 이순신이 전사한 뒤 조선수군의 최후의 승리로 임진왜란이 끝이 났다.

### 결과와 영향
1597년 5월 16일(음력 4월 1일) 이순신은 백의종군하라는 명을 받고 출옥한 후 남하하여, 6월 11일(음력 4월 27일)에 도원수 권율이 머물고 있던 순천에 도착하였다. 8월 28일(음력 7월 16일) 칠천량 해전에 패한 후 조선 조정은 다시 9월 3일(음력 7월 22일) 이순신을 다시 삼도수군통제사로, 권준을 충청수사로, 김억추를 전라우수사로 임명하여 전력을 재편한다.
그러나 이미 대부분의 함선이 소실되고, 남해안의 제해권이 일본군으로 넘어가게 되는 바람에 육군의 지원이 원활하게 진행되어 전라도까지 왜군이 침입하였다. 이때 뺏긴 남해안의 제해권은 이순신이 명량 해전에서 승리할 때까지 일본군에게 있었다.
1597년 8월 30일(음력 7월 18일) 이순신은 해안 지역을 직접 돌아본 후 대책을 마련한다고 권율에게 요청하고 송희립 등 9명의 군관과 함께 현지로 출발한다. 삼가, 단성, 진주를 거쳐 9월 2일(음력 7월 21일) 노량에 도착했는데, 이곳에서 거제현령 안위와 영등포 만호 조계종 등을 만나 패전 상황을 듣고 대책을 논의한다.

## 인구 손실
- 일본 - 100명
- 조선 - 20000명

## 같이 보기
- 칠천량
- 어란포 해전